# Günther Rötter
Günther Rötter (geboren 1954 in Addernhausen) ist ein deutscher Musikwissenschaftler und Musikpsychologe.

## Leben und Werk
Günther Rötter studierte Schulmusik, Erziehungswissenschaft und Philosophie in Detmold und Paderborn sowie Musikwissenschaft, Psychologie und Philosophie an der Technischen Universität in Berlin. Dort promovierte er 1985 bei Helga de la Motte-Haber zu dem Thema: Die Beeinflussbarkeit emotionalen Erlebens von Musik durch analytisches Hören. Von 1989 bis 1994 war er Wissenschaftlicher Mitarbeiter an der Westfälischen Wilhelms-Universität Münster. Nach einer Lehrstuhlvertretung an der Hochschule Vechta und der 1996 erfolgten Habilitation erhielt Günther Rötter eine Professur für Musikwissenschaft an der Technischen Universität Dortmund. Von 2006 bis 2014 war er dort Dekan der Fakultät Kunst- und Sportwissenschaften.
Rötters Forschungsschwerpunkt ist die Musikpsychologie. In empirischen Untersuchungen widmet er sich oft alltagsnahen Themen, wie dem der Musik beim Zahnarzt oder des Musikhörens im Auto. Dabei widerlegte er ungeprüfte Annahmen, wie die, dass das Musikhören während der Hausaufgaben Schüler ablenke
oder dass Musik im Kaufhaus die Kaufbereitschaft steigere.
Rötter ist (Mit-)Herausgeber von Lexika und Handbüchern im Bereich der Systematischen Musikwissenschaft.

## Veröffentlichungen (Auswahl)
- Handbuch Funktionale Musik. Psychologie – Technik – Anwendungsgebiete. Springer, Berlin, New York, ISBN 978-3-658-14362-6 (Print) ISBN 978-3-658-14362-6 (Online-Version Inhalte)
- mit Helga de la Motte-Haber (Hrsg.): Lexikon der Systematischen Musikwissenschaft. – Musikästhetik – Musiktheorie – Musikpsychologie – Musiksoziologie Bd. 6. Laaber-Verlag, Laaber 2010, ISBN 978-3-89007-566-2
- mit Helga la Motte-Haber (Hrsg.) Musikpsychologie. Handbuch der systematischen Musikwissenschaft Bd. 3. Laaber: Laaber-Verlag. 2004, ISBN 978-3-89007-564-8
- mit Martin Ebeling (Hrsg.): Hören und Fühlen. Schriftenreihe der Carl Stumpf Gesellschaft, Lang, Frankfurt am Main 2012, ISBN 978-3-631-63455-4
- Musik und Zeit. Kognitive Reflexion versus rhythmische Interpretation. Lang, Frankfurt am Main 1997, ISBN 978-3-631-44653-9
- Die Beeinflussbarkeit emotionalen Erlebens von Musik durch analytisches Hören. Dissertation. Lang, Frankfurt am Main 1996, ISBN 978-3-8204-9172-2